# محافظ خواهرم (رمان)
رمان محافظ خواهرم یازدهمین اثر نویسندهٔ آمریکایی جودی پیکو است که بر پایهٔ داستان واقعی آنیسا و ماریسا آیالا نگاشته شده است. این رمان که در سال ۲۰۰۴ منتشر شد، روایتگر زندگی آنا فیتزجرالد، دختر سیزده‌ساله‌ای است که پس از درخواست والدینش برای اهدای کلیه به خواهر بزرگ‌تر خود، کیت ـ که به سرطان حاد خون مبتلاست ـ به دلیل نقض آزادی‌های پزشکی، از والدینش شکایت می‌کند.

## اقتباس‌ها
کمپانی نیو لاین سینما رمان محافظ خواهرم را به یک فیلم سینمایی اقتباس کرد که به کارگردانی نیک کاساوتیس در تاریخ ۲۶ ژوئن ۲۰۰۹ به نمایش درآمد. در این فیلم، کامرون دیاز در نقش سارا و الک بالدوین در نقش کمپبل بازی کردند. همچنین سوفیا واسیلویا و ابیگیل برسلین به ترتیب در نقش کیت و آنا بازی کردند.
این فیلم دارای پایانی متفاوت بوده و با تمرکز بیشتر بر برخی از خرده‌داستان‌ها و حذف کامل برخی دیگر، از خط اصلی روایت فاصله گرفته است؛ امری که برخلاف خواسته‌های جودی پیکو صورت گرفت.